# Degehabur
Degehabur (somalski: Dhagadžbur) je grad u istočnoj Etiopiji, u Regiji Somali u Zoni Degehabur. Degehabur je udaljen oko 800 km istočno od glavnog grada Adis Abebe i oko 453 km zapadno od somalske granice (prijelaz Ferfer). Degehabur leži na obalama rijeke Jerer, na nadmorskoj visini od 1044 metara, upravno je središte worede Degehabur.

## Gradske znamenitosti
Najveće znamenitosti Degehabura su crkva Svetog Jurja, i bijela džamija iz Degehabura, koja je jedna od najljepših i najvećih u cijelom "Ogadenu." Međunarodna udruga Liječnici bez granica otvorila je kliniku u Degehaburu.
Magistralna cesta za Jijigu ukupne dužine od 165 kilometara, trebala je biti dovršena do 31. listopada 2007.

## Povijest
Tijekom 19. stoljeća, Degehabur bio važna karavanska postaja za prelazak polupustinjskog Hauda na putu za somalske gradove Hargeisu i Berberu, ali kada britanski istraživač bojnik HGC Swayne prošao kroz njega 1893., Degehabur je bio napušten zbog "među-plemenskih ratova". Swayne je vidio jadno zapušteno naselje, i okolicu s "puno kvadratnih kilometara napuštenih polja sorghuma.
1920-ih počeo je oporavak Degehabura, koji se stao razvijati kao trgovište okolnog kraja. Tako da je već 1931. izgrađeno nekoliko cesta koje su prolazile kroz Degehabur. Bogatiji žitelji počeli su dizati kuće na kat.
Zbog svog strateškog položaja, Degehabur je koristio kao svoje uporište dejazmač Nasibu Emmanual na početku Drugog talijansko-abesinskog rata. Unatoč tome što je izgradio niz vojnih utvrda južno od grada, talijanska vojska pod zapovjedništvom generala Rodolfa Grazianija pobijedila je etiopske branitelje u bitci za Ogaden, i zauzela Degehabur 30. travnja 1936. Britanske kolonijalne snage (nigerijska brigada) oslobodila je Degehabur u ožujku 1941.
Degahabur je ponovno bio snažno uporište za vrijeme Ogadenskog rata, tu se branila 11. brigada etiopske vojske na početku Ogadenskog rata, sve dok se nije po naređenju povukla u Jijigu na kraju srpnja 1977. Degahabur je od somalske vojske oslobodila 69. brigada etiopske vojske i 3. kubanska tenkovska brigada 6. ožujka 1978. Nakon oslobođenja etiopske vlasti su 1994. uhapsile degahaburskog imama Haji Abdinur šeika Mumina, zbog pružanja aktivne potpore ONLF (Ogadenskom nacionalnom oslobodilačkom frontu).
28. svibnja 2007., za vrijeme proslave pada vojnog režima Derg, Degehabur je uz regionalno središte Jijigu bio poprište krvavog terorističkog napada na civile i vladine dužnosnike. Tad je poginulo najmanje 16 ljudi, a 67 ozlijeđeno, jedan od ranjenika bio je i Abdulahi Hassan Mohammed, predsjednik Regije Somali, koji je govorio na svečanosti. Etiopska vlada za taj napad optužila je ONLF, koji je zanijekao odgovornost za napad.

## Stanovništvo
Prema podacima Središnje statističke agencije Etiopije -(CSA) za 2005. grad Degehabur imao je 42,815 stanovnika, od toga 22,670 muškaraca i 20,145 žena.
Najveća etnička grupa u Degehaburu su Somalci koji čine 95.92% stanovnika, sljedeća veća etnička grupa su Amharci s 2.53%, sve ostale grupe zajedno imaju 1.55%.